# کویت پیکارو
کویت پیکارو (استونیایی: Koit Pikaro؛ زادهٔ ۱۳ اوت ۱۹۴۹) سیاستمدار و نماینده سابق مجلس اهل استونی است.